# Synomera procrustes
Synomera procrustes là một loài bướm đêm trong họ Noctuidae.